# Holden HZ
Holden HZ ime je za automobil kojeg je proizvodila tvrtka GM Holden Ltd između 1977. i 1980. godine.  Holden HZ je dobio neke manje vanjske promjene u izgledu u odnosu na prijašnju seriju  Holden HX, a najveća promjena bila je uvođenje nove tehnologije ovjesa tzv. Radial Tuned Suspension (RTS).

## Modeli
Holden HZ nudio je četiri limuzine i tri modela karavana:  
- Holden Kingswood Sedan
- Holden Kingswood Wagon
- Holden Kingswood SL Sedan
- Holden Kingswood SL Wagon
- Holden Premier Sedan
- Holden Premier Wagon
- Holden GTS

Također su postojala dva radna modela s dvoja vrta, dva kombi modela i jedan s kabinom:
- Holden Ute
- Holden Kingswood Ute
- Holden Van
- Holden Kingswood Van
- Holden One Tonner (šasija s kabinom)

Postojala su i dva specijalna modela
- Holden Sandman Ute i Holden Sandman Van  - opcijski kod XX7 (putničke gume) ili XU3 (teretne gume).
- Ambulance - vozilo za hitnu pomoć - opcijski kod BO6, u izvedbi kabine sa šasijom ili kombi